# Benkadi (Banamba)
Benkadi è un comune rurale del Mali facente parte del circondario di Banamba, nella regione di Koulikoro.
Il comune è composto da 13 nuclei abitati:
- Bababougou
- Bégnéni
- Bouala
- Diouladiassa
- Dissan
- Fadiola
- Fanalé
- Karadié
- Niampéla
- Samakélé
- Sanankoro
- Tenimbala
- Tioubougou